# Кистани
Кистани (груз. კისტანი) — село в Грузии, на территории Душетского муниципалитета края (мхаре) Мцхета-Мтианети.

## География
Село находится в северо-восточной части Грузии, на левом берегу реки Аргун, на расстоянии приблизительно 60 километров (по прямой) к северо-востоку от города Душети, административного центра муниципалитета. Абсолютная высота — 2084 метра над уровнем моря.

## Население
По результатам официальной переписи населения 2014 года в Кистани проживал 1 человек. В национальной структуре населения грузины составляли 100 %.
| Год  | Население, человек |
| ---- | ------------------ |
| 2002 | 0                  |
| 2014 | ↗ 1                |